# Национальный паралимпийский комитет Азербайджана
Национальный паралимпийский комитет Азербайджана — паралимпийский комитет, представляющий Азербайджан в международном Паралимпийском движении.

## Общие сведения
Основан 9 февраля 1996 года. 
9 февраля 1996 года состоялся учредительный конгресс Национального паралимпийского комитета Азербайджана. 
Через некоторое время в Азербайджане была создана база для паралимпийских видов спорта.
Впервые на паралимпийских играх Азербайджан был представлен в 1996 году в Атланте двумя спортсменами.

## Функции
Основными функциями Комитета являются
- развитие паралмипийского движения в Азербайджане

- организация и подготовка национальной сборной к Паралимпийским играм

- проведение в стране республиканских чемпионатов и соревнований по паралимпийским видам спорта

- физическое, психическое воспитание и реабилитация посредством спорта инвалидов, детей с ограниченными возможностями

- подготовка и представление государственным органам программ и предложений по физическому воспитанию и занятию спортом инвалидов и лиц с ограниченными возможностями

- организация курсов, семинаров, выставок на тему развития паралимпийского движения

- выпуск печатных изданий о паралимпийском движении в стране

## Руководство
Президенты:
- Ильгар Рагимов (9 февраля 1996 — 23 июня 2023)[1]
- Хидаят Абдуллаев (с 24 июля 2023)[2]

9 февраля 1996 года на конгрессе Национального паралимпийского комитета был избран президент комитета Ильгар Рагимов и главный секретарь комитета Афиг Сулейманов. 
3 марта 2017 года на должность I вице-президента комитета был избран Натик Гасымов, на должность вице-президента — двукратный паралимпийский чемпион Ильхам Закиев, а на должность генерального секретаря — Шаиг Гамидов.

## Деятельность
7 декабря 2024 года комитетом будут организованы и проведены в Сумгаите Детские паралимпийские игры. В играх примет участие более 130 детей. Соревнования будут организованы в парадзюдо, паратхэквондо, парапауэрлифтинге, параплавании, паранастольном теннисе, боджиа.